# Przejście graniczne Jaworzynka-Hrčava I
Przejście graniczne Jaworzynka-Hrčava I – polsko-czechosłowackie przejście graniczne małego ruchu granicznego położone w województwie śląskim,  w powiecie cieszyńskim, w gminie Istebna, w miejscowości Jaworzynka, zlikwidowane w 1985.

## Opis
Przejście graniczne małego ruch granicznego Jaworzynka-Hrčava I – II kategorii, zostało utworzone 13 kwietnia 1960. Czynne było po wzajemnym uzgodnieniu umawiających się stron. Dopuszczony był ruch osób i środków transportu na podstawie przepustek w związku z użytkowaniem gruntów. Osoby przekraczające granicę w tym przejściu mogły przenosić lub przewozić tylko te przedmioty, które zgodnie z Konwencją lub przepisami wydanymi na jej podstawie nie wymagały zezwolenia na wywóz lub przywóz oraz zwolnione były od cła i innych opłat. Odprawę graniczną i celną wykonywały organy Wojsk Ochrony Pogranicza. Kontrolę graniczną i celną osób, towarów oraz środków transportu wykonywała Strażnica WOP Jaworzynka. 
Formalnie przejście graniczne zostało zlikwidowane 24 maja 1985.

## Galeria

Przejście graniczne Jaworzynka-Hrčava I (pandemia COVID-19)
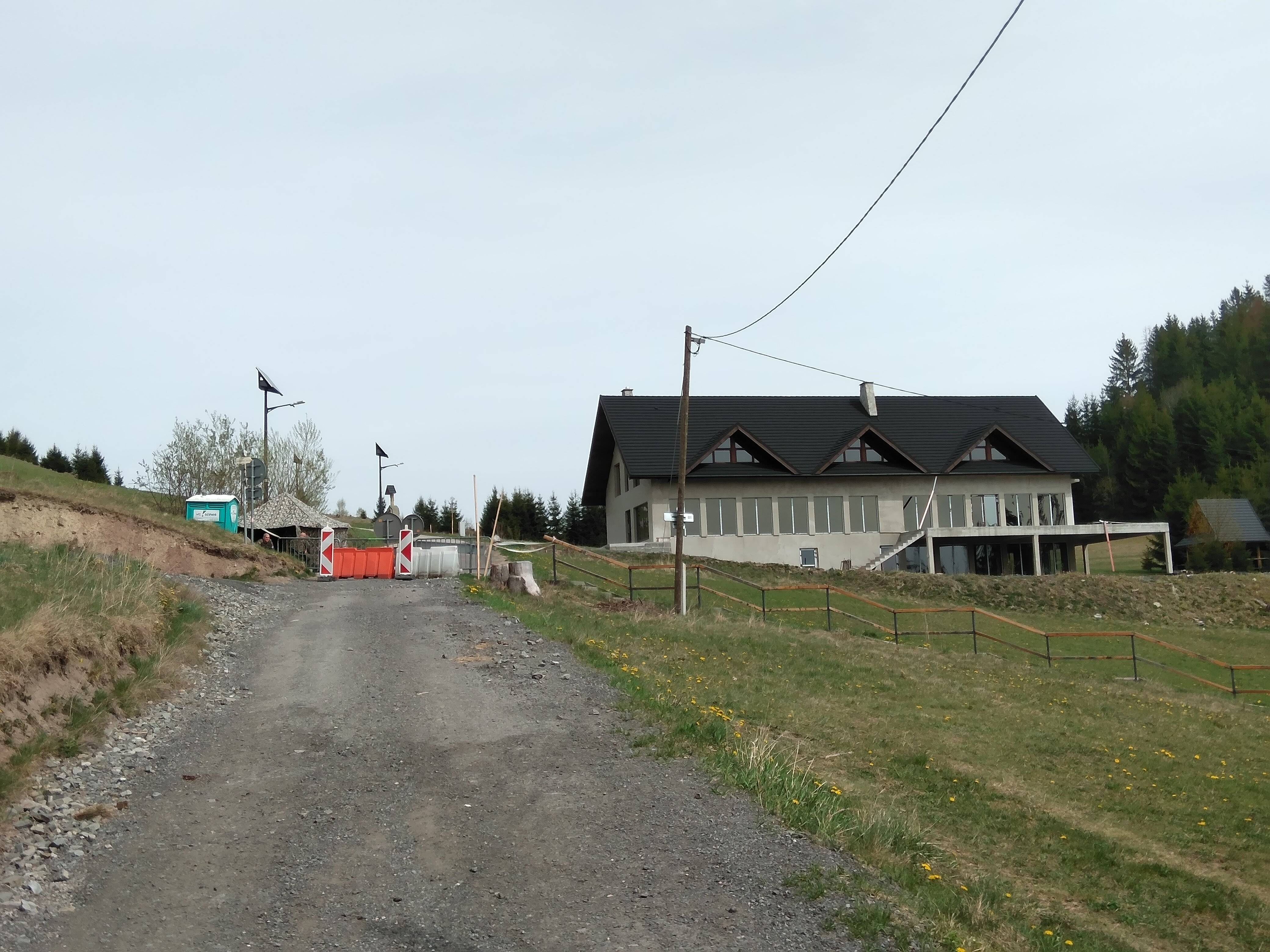
Widok od strony czeskiej (kwiecień 2020)
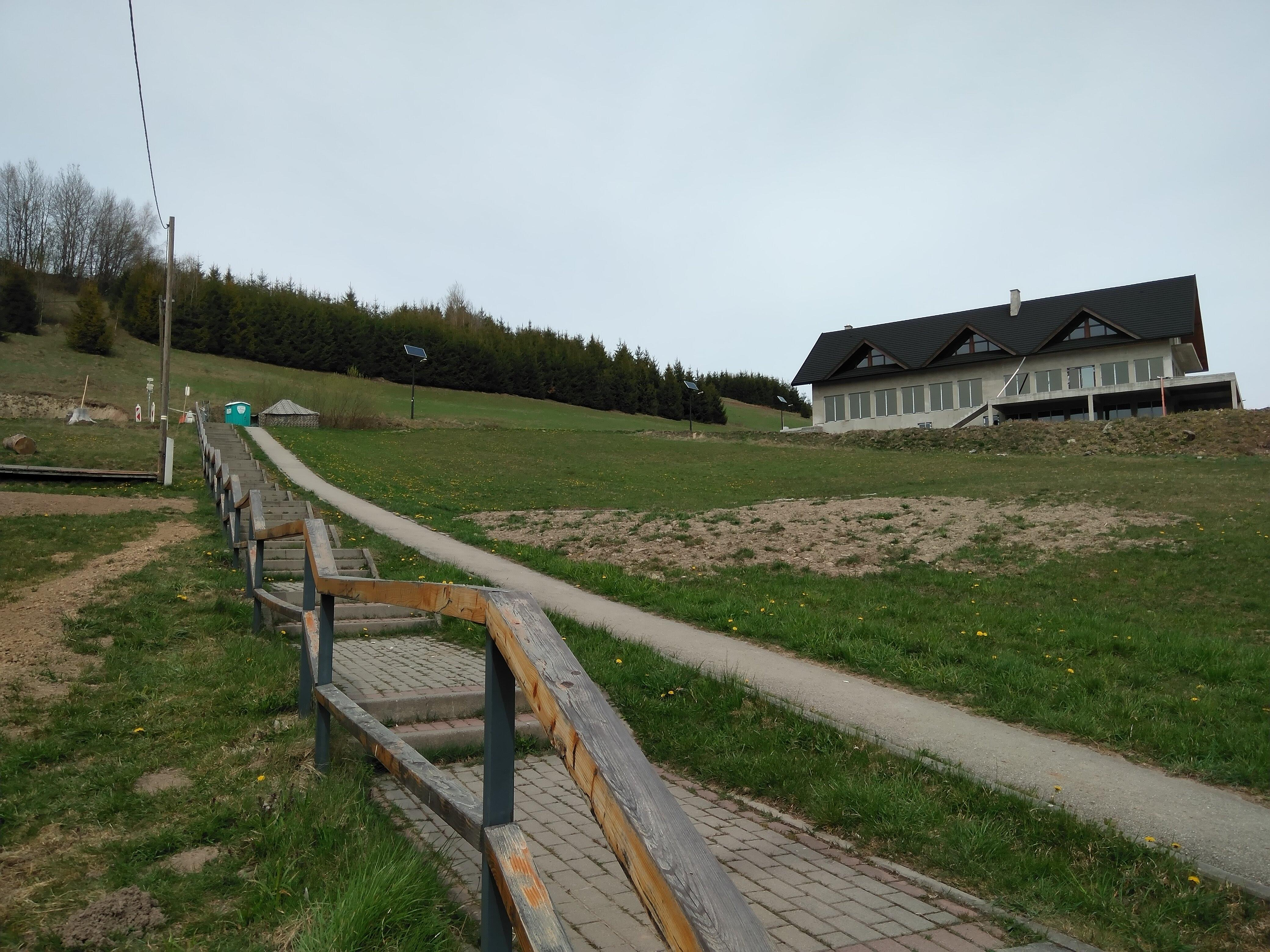
Widok od strony czeskiej (kwiecień 2020)